# Çumra
Çumra ist eine Stadtgemeinde (Belediye) im gleichnamigen Ilçe (Landkreis) der Provinz Konya in der türkischen Region Zentralanatolien und gleichzeitig ein Stadtbezirk der 1986 gebildeten Büyükşehir belediyesi Konya (Großstadtgemeinde/Metropolprovinz). Seit der Gebietsreform 2013 ist die Gemeinde flächen- und einwohnermäßig identisch mit dem Landkreis. Die im Stadtlogo vorhandene Jahreszahl (1926) dürfte auf das Jahr der Ernennung zur Stadtgemeinde (Belediye) hinweisen.

## Geografie
Der Landkreis/Stadtbezirk liegt im Süden der Provinz. Er grenzt im Süden an Güneysınır, im Südwesten an Bozkır, im Westen an Akören und Meram, im Norden an Karatay, im Osten an Karapınar und im Südosten an die Provinz Karaman. Der Hauptort ist durch zwei Landstraßen nach Südwesten und Westen mit der Fernstraße D-715 von Konya nach Silifke verbunden sowie nach Norden mit der D-330 von Konya nach Ereğli. Durch die Stadt verläuft die Strecke der Bagdadbahn. Die höchsten Erhebungen des verhältnismäßig flachen Landkreises sind im Westen der Namdar Tepesi mit 1.463 Metern und der Obrukdağı Tepesi mit 1.171 Metern, bei der Kreisstadt der Seyithan Tepesi mit 1.033 Metern, im Norden der Domuzboğazlıyan Tepesi mit 1.426 Metern und im Osten der Karahüyük Tepesi mit 1.035 Metern sowie der Bozdağ mit einer Höhe von 1.240 Metern. Durch die Stadt und den Kreis fließt der Çarşamba Çayı, der im Südwesten zum See Apa Barajı aufgestaut ist.

## Verwaltung
Der Landkreis (besser: Kaza) wurde 1926 durch das Gesetz Nr. 844 erschaffen und konnte bei der ersten Volkszählung 1927 (als Tchoumra) 36.725 Einwohner in 70 Ortschaften (auf 2.675 km² Fläche) aufweisen, der namensgebende Verwaltungssitz hatte nur 375 Einwohner. Durch die Ausgliederung zweier Kreise verlor Çumra etwa 27,6 % seiner Größe: Akören (1987) und Güneysınır (1990).
(Bis) Ende 2012 bestand der Landkreis neben der Kreisstadt aus zehn Stadtgemeinden (Belediye: Alibeyhüyüğü, Apa, Arıkören, Dinek, Güvercinlik, İçeriçumra, Karkın, Okçu, Türkmencamili und Yenisu) sowie 30 Dörfern (Köy) in zwei Bucaks, die während der Verwaltungsreform 2013/2014 in Mahalle (Stadtviertel/Ortsteile) überführt wurden. Die zwölf existierenden Mahalle der Kreisstadt blieben erhalten, während die Mahalle der 15 o. g. Belediye vereint und zu je einem Mahalle reduziert wurden. Durch Herabstufung dieser Belediye und der Dörfer zu Mahalle stieg deren Zahl auf 52 an. Ihnen steht ein Muhtar als oberster Beamter vor.
Ende 2020 lebten durchschnittlich 1.281 Menschen in jedem  Mahalle, 6622 Einw. im bevölkerungsreichsten (İçeriçumra Mah.).

## Sehenswürdigkeiten

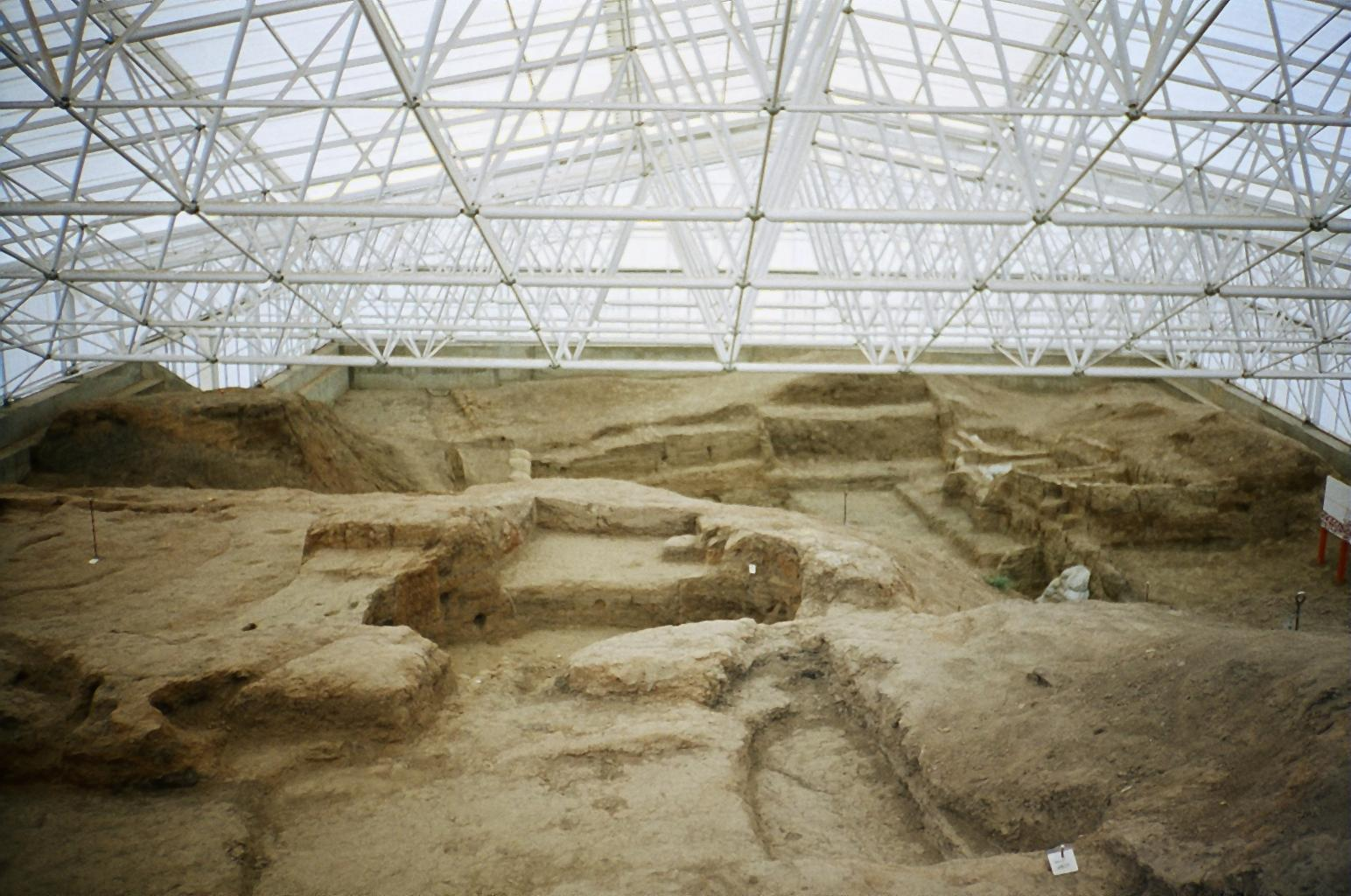
Ausgrabungen in Çatalhöyük

Etwa zehn Kilometer nördlich der Kreisstadt sind die Ausgrabungen der vorgeschichtlichen Fundstätte Çatalhöyük zu besichtigen, die zum UNESCO-Welterbe gehört. Im Südosten des Bezirks liegt auf einem Felskegel das späthethitische Felsrelief am Kızıldağ mit einem Bildnis des Königs Hartapu und mehreren Inschriften in luwischen Hieroglyphen.

## Persönlichkeiten
- Duran Çetin (* 1964), Schriftsteller
- Ahmet Örken (* 1993), Radsportler